# マイケル・ハワード (イギリスの政治家)
マイケル・ハワード（Michael Howard, CH PC KC、1941年7月7日 ‐ ）は、イギリスの政治家、保守党党首（第25代）。両親はナチスによる迫害を逃れ英国に亡命してきたユダヤ系ルーマニア人。

## 略歴
- 1983年、庶民院議員総選挙に出馬して初当選を果たす。
- 1993年から1997年まで、ジョン・メージャー政権下で内務大臣を務める。
- 1997年、「ニュー・レイバー」を掲げるトニー・ブレアの前に保守党は大敗し下野。辞任したメージャーの後任を選出する党首選に出馬するものの、ウィリアム・ヘイグに敗れる。その後、同年より1999年まで影の外務・英連邦大臣を務める。
- 2003年3月、イラクへの武力行使を容認する決議案に賛成する。だが、その後ハワードの発言はブレを見せ始め、イラク戦争への評価は二転三転する。とりわけ、WMDに関する情報問題で米国を批判した際にはカール・ローヴを激怒させ、ホワイトハウスへの訪問を禁止される。
- 2003年11月6日、イアン・ダンカン・スミスの失脚に伴う後任選びで名前が浮上。党内右派を代表するデービッド・デービス下院議員が最有力候補とされていたが、デービスは出馬せずハワードを支持。最終的にハワードが無投票で党首に選ばれた。
- 2005年5月5日、総選挙が行われる。同選挙戦ではブレア首相を「嘘つき」と強く批判したことで、労働党からの激しい反発を受けた。移民政策などで一定の支持を集め、保守党は議席をやや回復させたが政権奪還には遠く及ばず、ハワードは党首辞任を表明。ただ即時辞任は行わず、デービッド・キャメロンが後任の党首に就任するまで暫定的に党首の座に留まった。2010年に政界から引退。
- 2016年11月、旭日重光章受章。